# Tir à l'arc
Pour les articles homonymes, voir tir.

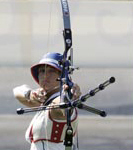
Archer au moment du tir.

Le tir à l'arc est un sport de précision et de concentration dans lequel les compétiteurs tentent de tirer leurs flèches au centre d'une cible avec leur arc. Historiquement, le tir à l'arc a été utilisé pour la chasse et le combat, tandis que dans les temps modernes, son utilisation principale est celle d'une activité sportive. Une personne qui pratique le tir à l'arc est appelée un archer.
Cet article traite principalement les différents genres de compétitions pratiqués actuellement en Occident, pour le tir à l'arc japonais, voir l'article kyudo, pour la description détaillée de l’arc et des accessoires de l’archer voir l’article arc (arme).
Le tir à l'arc est un sport olympique. Lors des compétitions, hommes et femmes sont séparés.

## Histoire

Cinq femmes participant à un concours de tir à l'arc en 1931

Pendant 10 000 ans au moins, le tir à l'arc était pratiqué pour chasser ou faire la guerre. Vers 1500, l'arrivée de l'arquebuse entraîne une disparition progressive de l'utilisation guerrière de l'arc.
Le tir à l'arc devient alors un loisir puis un sport à part entière. L'une des premières compétitions se déroule en 1583, en Angleterre, avec plus de 3 000 participants.
À partir du XIXe siècle on tire à l'arc pour le loisir, bien que l’utilisation pour la chasse ne disparaisse pas complètement. La chasse à l'arc est maintenant redevenue populaire au Canada.
Les compétitions de tir à l'arc faisaient déjà partie des Jeux olympiques de 1900, 1904, 1908 et 1920 puis, après une longue interruption, le tir à l'arc y fut réintroduit en 1972.

## Organisations
Actuellement, au niveau mondial, deux fédérations font la promotion du tir à l'arc : la Fédération internationale de tir à l'arc (FITA) devenue la World Archery Federation (WA) en juillet 2011 et l'International Field Archery Association (IFAA).
En France, le tir à l'arc est représenté par la Fédération française de tir à l'arc et France Field Tir Libre, mais est également intégré dans certaines fédérations multi-sports comme :
- La FSCF (Fédération sportive et culturelle de France)[1]
- l'UFOLEP (Union Française des Œuvres Laïques d'Éducation Physique)[2]
- la FNSMR (Fédération Nationale du Sport en Milieu Rural)[3]
- la FSGT (Fédération Sportive et Gymnique du Travail)[4]
- la FFRS (Fédération Française de la Retraite Sportive)

Les chasseurs à l'arc sont regroupés au sein de la Fédération française des chasseurs à l'arc (FFCA).

### World Archery Federation et fédérations affiliées
En 1931, la première organisation internationale voit le jour à Lviv en Pologne, où la France, la République tchèque, la Suède, la Hongrie, l’Italie, la Pologne et les États-Unis créent la Fédération internationale de tir à l'arc (FITA), renommée en World Archery Federation en 2011. Au 4 octobre 2012, la fédération comporte 149 organisations membres.
Seule la World Archery Federation est reconnue par le comité international olympique.
La WA est représentée en France par la FFTA (Fédération française de tir à l'arc), en Belgique par la Fédération belge de tir à l'arc, au Canada par la Fédération canadienne des archers, en Suisse par l’Association suisse de tir à l'arc (ASTA-SBV), en Algérie par la Fédération algérienne de tir sportif (FATS).

### International Field Archery Association et fédérations affiliées
En 1970, l'IFAA (International Field Archery Association) voit le jour aux États-Unis. L'IFAA fait essentiellement la promotion du tir « Field » (tir en environnement naturel) en restant proche d'un esprit de chasse, mais organise également des épreuves en intérieur (« indoor »). Elle représente une trentaine de pays et 30 000 archers dans le monde.
Elle est représentée en France par la FFTL (France Field Tir Libre), en Suisse par la FAAS (Field Archery Association Switzerland), au Canada par la Fédération canadienne des archers (FCA).

## Les différents types d'arc

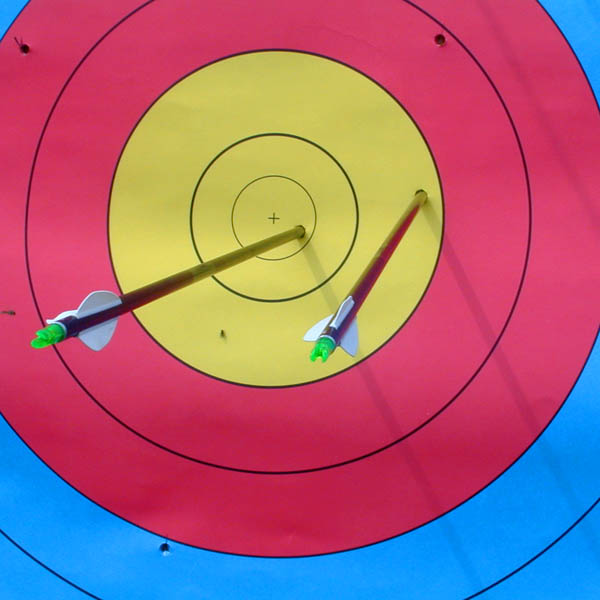
Blason, les flèches marquent 10 et 9 points.

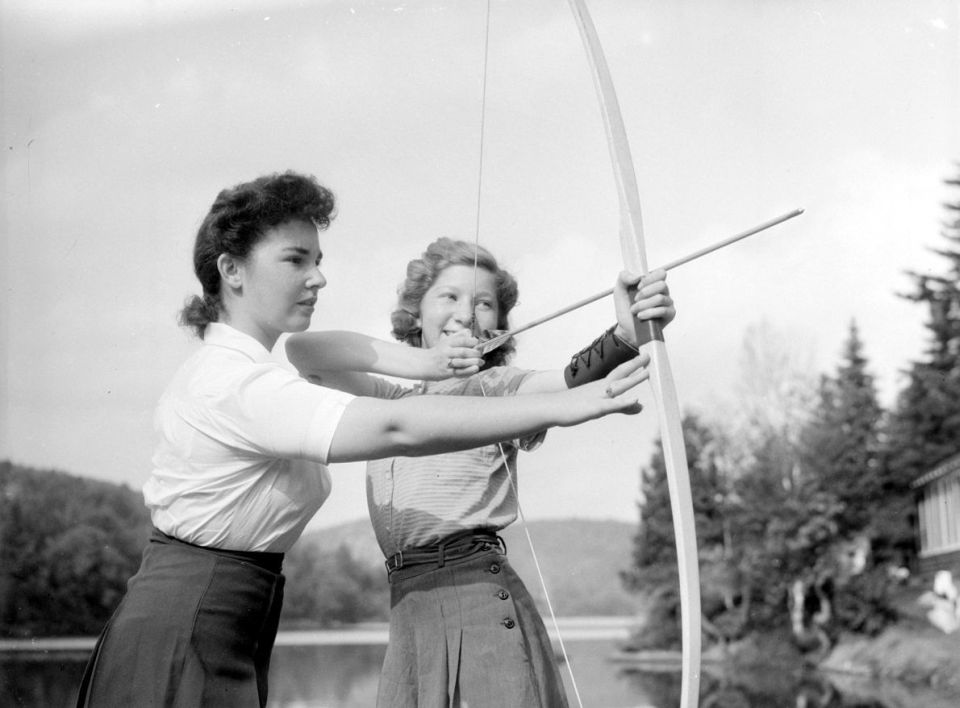
Une monitrice enseigne le tir à l'arc à une campeuse de la colonie de vacances « Wooden Acres », 14 août 1942, Montréal.

Les arcs utilisés de nos jours n'ont plus rien à voir avec leurs ancêtres. Le bois a souvent été remplacé par des fibres de verre ou de carbone et de l'aluminium. Ils sont équipés d'un viseur, d'un repose-flèche, de stabilisateurs, d'amortisseurs, de poids, et, pour certains, de cames (poulies dont l'axe est excentré) qui démultiplient la puissance de l'arc. Ainsi, lors des compétitions, les flèches tirées vers la cible peuvent avoir une vitesse dépassant 300 km/h.
Parmi les arcs modernes, on distingue plusieurs types d'arc :
- les arcs longs ou longbow, descendants des arcs anglais, n'ayant qu'une seule courbure de branche.
- les arcs à poulies ou arcs compound : un système de poulies permet de démultiplier la force, une poulie asymétrique permet d'avoir une bonne accélération au moment du décochage, ainsi qu'une force de maintien plus faible.
- l'arc recourbé ou « recurve » : arc utilisé aujourd'hui en compétition dans les catégories classiques; la forme dite « recurve » (branches recourbées) existe aussi pour les arcs de chasse (« monobloc » ou non).
- l'arc olympique : arc recourbé ayant plusieurs accessoires, dont le stabilisateur de devant, les stabilisateurs de côté, la mire, le clicker, etc. Ce type d'arc est, pour l'instant, le seul qui soit accepté aux Jeux Olympiques (avant 2020).

## Les différentes pratiques

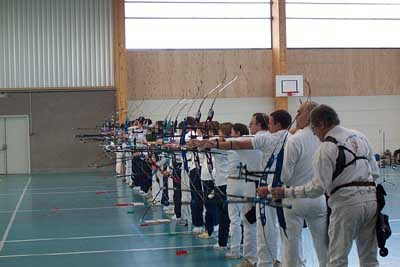
Concours en salle à 18 mètres.

Il existe deux fédérations de tir à l’arc au niveau international : la WA (World Archery Federation) et l'IFAA (International Field Archery Association) qui ont des règles de compétitions différentes et n’autorisent pas les mêmes matériels lors des compétitions. Ces règles sont en constante évolution.

### Disciplines de la World Archery Federation
Dans toutes les pratiques de la WA et affiliées énumérées ci-dessous, le compétiteur doit tirer ses flèches dans un temps imparti. Lors des tirs en équipe (3 tireurs), le temps est chronométré alors que les tireurs se succèdent sur le pas de tir. De même, les distances et les tailles de blasons ne valent que pour certaines catégories d'archers : cadets, juniors, seniors, vétérans et super-vétérans. Le temps imparti pour tirer une volée de 6 flèches est de 4 minutes. Les catégories d’arcs autorisées varient selon la compétition.

#### Tir en salle
En compétition, le tir en salle se pratique à 18 mètres sur blasons (cible) de ø40 cm (ou ø60 cm à 25 m) ou sur « trispots » (trois spots alignés, équivalents aux zones centrales du blason de ø40 cm ou ø60 cm), en deux fois 10 volées de 3 flèches soit 60 flèches (sur les trispots, une flèche par spot).
En France, les deux catégories Arcs nus (barebow) Hommes et Femmes ont été créées en 2006 et tirent sur cibles de ø40 cm à 18 m. Depuis 2007, les jeunes « poussins » peuvent concourir et doivent tirer sur blasons de 80 cm de diamètre. Les Benjamins et Minimes tirent sur des blasons ø60 cm à 18 m et ø80 cm à 25 m.
Il existe aussi une discipline appelée « FITA Salle », qui est l'ancienne formule du tir en salle où l'on tire aux distances (60 flèches à 18 m et 60 flèches à 25 m, ordre au choix de l'organisateur).

#### Tir en extérieur

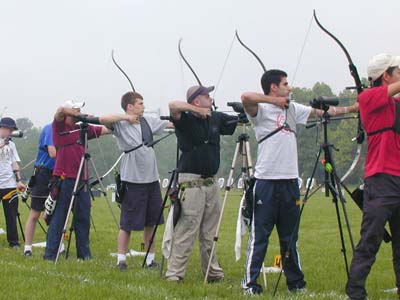
Un concours extérieur.

Tir sur cible en plein air, sur terrain plus ou moins plat (par ex. un terrain de sport).
En arc classique, il s'agit de la discipline olympique, laquelle se pratique à une distance de 70 m sur blason de 1,22 m.
La distance est réduite pour les catégories « jeunes » : 60 m pour les cadets, 40 m pour les minimes et 30 m pour les benjamins. Pour ces deux dernières catégories, le blason est réduit à 80 cm.
Depuis 2011, les arcs à poulies tirent à 50 m sur blason de 80 cm réduit au 5 (c'est-à-dire qu'il n'y a pas les zones de score de 1 à 4 points).

#### Tir en campagne
Discipline internationale, qui se pratique en terrain accidenté à découvert ou en sous-bois, sur un parcours de 24 cibles, dont les distances sont :
- 12 connues et 12 inconnues (panachage au choix de l'organisateur) ; c'est ce qui est pratiqué au Championnat de France.

Les distances connues vont de 5 à 60 m, les distances inconnues de 10 à 55 m pour les classiques et arc à poulie. Pour les arcs nus (sans viseur), les distances vont de 5 à 45 m en inconnues et de 5 à 50 m en connues.
L'archer tire une volée de trois flèches par cible, soit un total de 72 flèches. Il dispose de 3 minutes pour tirer ses trois flèches (avant le 1er janvier 2008, il tirait en 4 minutes).
On trouve 4 types de blasons en tir campagne : les birdies qui sont des trispots de 20 cm de diamètre. On en trouve quatre par cible, un par archer du peloton ; elles sont utilisées pour les très courtes distances. Les « gazinières » de 40 cm de diamètre permettent de tirer à des distances courtes. On en trouve également quatre par cible. Enfin, les « 60 » et « 80 » permettent de tirer à longue distance. Leurs noms indiquent le diamètre des blasons.
Il existe 3 catégories dans le règlement international :
- arc classique ;
- arc à poulie (compound) ;
- arc nu (barebow), sans aucun accessoire (ni viseur, ni stabilisateur).

Le longbow n'est pas une catégorie reconnue par la WA (règlement international) ni par la FFTA (§ II-3A6 du règlement de décembre 2005).
En tir par équipe, une équipe est composée d'un archer de chacune des trois armes (règlement international).

#### Tir Nature
Le tir nature est un parcours de 42 ou 2x21 cibles placées à distances variables (5 à 40 m) qui se pratique en pleine nature. Les cibles sont des images animalières comportant une zone tuée et une zone blessée. Sur chaque cible l'archer doit évaluer la distance et tirer 2 flèches en 30 ou 45 secondes (en fonction du type d'arc ou de la catégorie d'âge), chaque flèche étant tirée d'un pas de tir différent. Un concours officiel se déroule sur 1 parcours de 21 cibles (auparavant 2 parcours de 21 cibles sur la journée). La discipline requiert les caractéristiques suivantes : déplacement et tir rapide, précision. En aucun cas cette discipline ne doit être comparée à la chasse où la distance de tir ne doit jamais excéder 20 mètres.
Il arrive régulièrement que la position du tireur soit complexe pour avoir un bon angle de tir.
Les points sont comptés de la façon suivante :
- 1re flèche : zone tuée 20 points, zone blessée 15 points,
- 2e flèche : zone tuée 15 points, zone blessée 10 points.

#### Tir 3D
Le tir 3D est relativement récent. Il tient son nom du fait que l'archer ne tire pas sur une représentation en deux dimensions, mais sur la réplique d'un animal. L'idée étant de se rapprocher d'une situation de chasse. Il existe de nombreuses réglementations à travers le monde, où il faut trouver la fenêtre de tir optimale.
Pour le tir 3D de la World Archery Federation, les règles suivantes s'appliquent :
- L'archer dispose de 1 min 30 s pour tirer deux flèches en qualification, une minute pour tirer une seule flèche en duel (World Archery 24.7[11]).
- l'utilisation de jumelles est autorisée jusqu'à un grossissement x8.5 ;
- l'overdraw est interdit pour les arcs à poulies.

#### Ski-arc
Le ski-arc est une discipline de parcours associant le tir à l'arc et le ski de fond. C'est l'équivalent du biathlon olympique associant tir à la carabine et ski de fond. La World Archery Federation reconnaît officiellement cette discipline en 1991.
Les athlètes doivent tirer sur des blasons à 18 mètres de 40 cm de diamètre en alternant la position debout et agenouillé.

#### Run archery
Le Run archery est une discipline relativement nouvelle qui combine la course à pied et le tir à l’arc, ce qui peut intéresser les archers souhaitant entretenir un bon physique tout en s’entraînant au tir à l’arc.
La World Archery Federation l'a reconnu comme étant une discipline officielle en 2003 et la Fédération française de tir à l'arc en 2018.
Il y a deux types de parcours principaux : le 4K (4 fois 1000 mètres avec trois moments de tir) et le sprint (3 fois 400 mètres avec deux moments de tir).

### Disciplines de l'International Field Archery Association

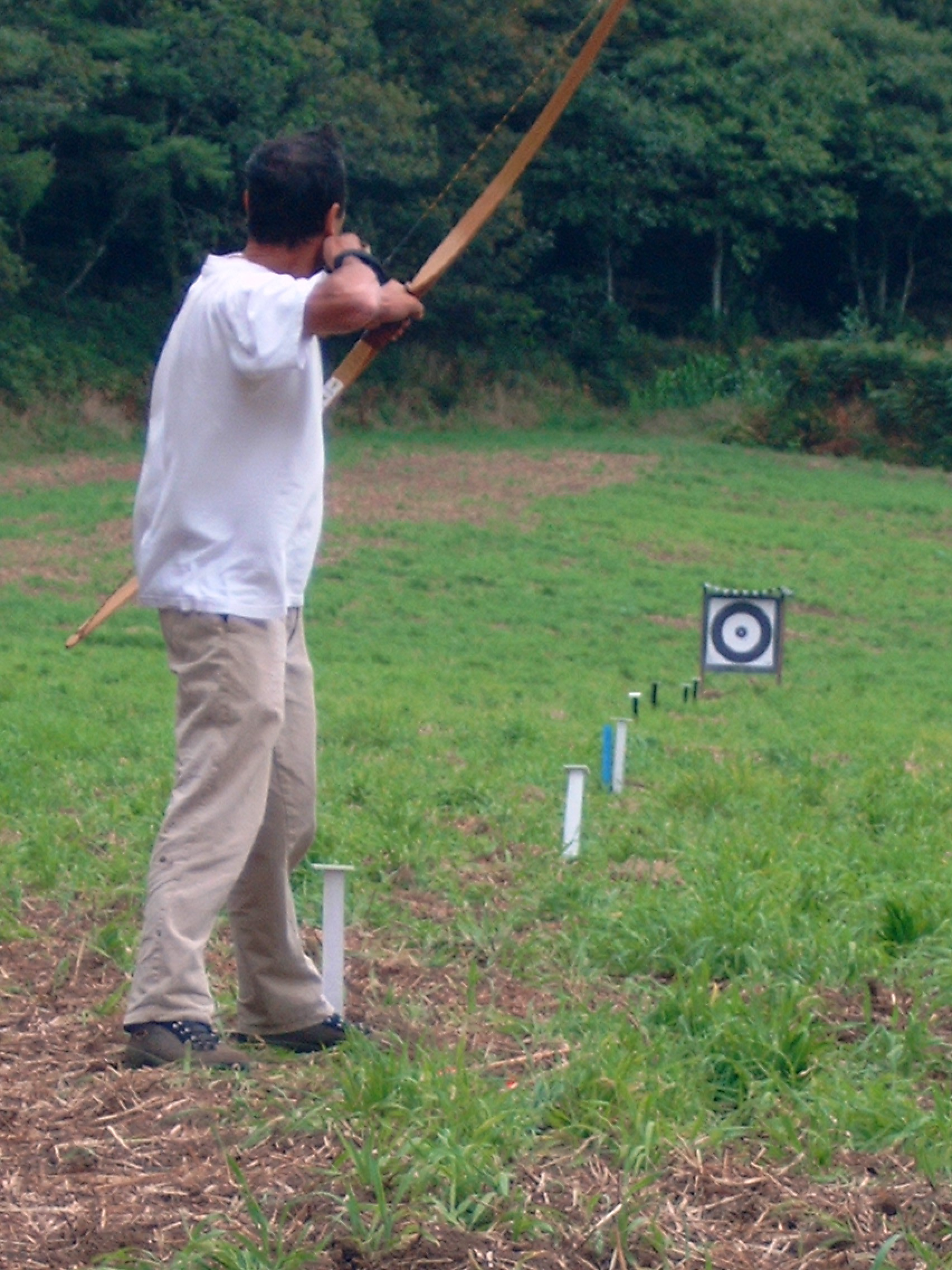
tireur au longbow sur parcours field IFAA.

L’IFAA pratique surtout du tir nature, mais avec un double marquage. La plupart des compétitions se font sans limite de temps, mais des parcours chronométrés peuvent être intégrés dans une compétition. Il y a des catégories de tir pour tous les types d’arcs : compound avec ou sans viseur, avec ou sans décocheur, recurve (arc classique) avec ou sans viseur, pour ces catégories la longueur d’un éventuel stabilisateur est limité et longbow - toujours sans viseur et sans stabilisateur. Autres particularités : il n’y a pas de présélection pour les championnats internationaux, tout archer est accepté dans la limite des places disponibles. Un concours d’une journée contient habituellement 2 parcours de 14 cibles avec un maximum de 560 points pour la journée.

#### Tir en salle
Une « Flint indoor round» se tire sur des cibles field : 56 flèches à des distances entre 10 et 30 yards. En « standard indoor », l'archer tire 60 flèches sur des cibles rondes blanches et bleues de 40 cm de diamètre à une distance fixe de 20 yards.

#### Parcours Field et Hunter

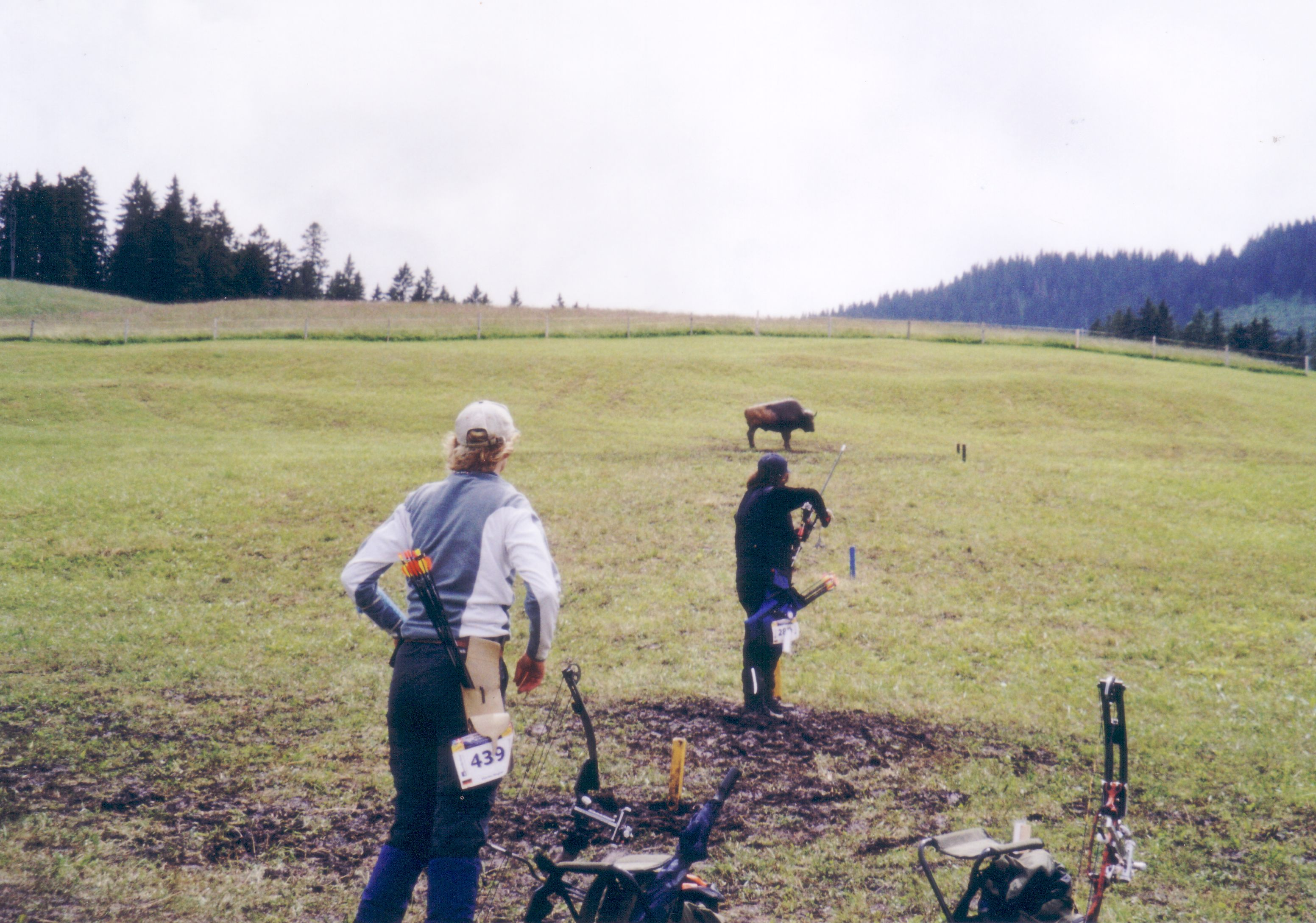
Compétition internationale, hunting round. Ici des archers avec des arcs à poulies.

Parcours de 14 cibles rondes « field » ou « hunter » à distances connues entre 80 yards (73,1 m) et 15 yards (13,7 m). Il faut tirer 4 flèches de 4 piquets différents. La distance maximale pour les juniors est 50 yards (45,7 m), pour les cadets 30 yards (27,4 m). Il n'y a pas de limite de temps.

#### Animal Round
Un parcours de 14 cibles de cartes animalières. Il y a des compétitions avec distances connues et d’autres à distances inconnues. Les distances varient de 15 à 60 yards (13,70 à 56,40 m).

#### Tir 3D
À la différence des règles appliqué par la World Achery Federation, le tir 3D de l'International Field Archery Association n'applique pas de limite de temps. De plus, il existe de nombreuses réglementations à travers le monde, certaines avec des tirs sur des 3D disposés par troupeaux ou encore sur des cibles mouvantes.

#### Tir 3D deux flèches
Les distances et le nombre de cibles sont les mêmes que sur les cartes animalières. La distance de tir est toujours inconnue. Il y a trois zones sur les animaux, tué, vital et blessé. Les deux flèches comptent. Il existe également un parcours, où l'archer ne peut tirer qu'une flèche par animal.

## Les arbitres
L'arbitrage est différent suivant les types de compétitions (tir en ligne ou tir de parcours). Lors des compétitions qualificatives, il y a en général un arbitre pour 7 cibles. L'arbitre officiel est le seul (sauf s'il y a un délégué technique) responsable de la sécurité de la compétition. Il peut par exemple choisir de la suspendre en cas d'orage. Sa mission est également de respecter la parité entre chaque archer, en réglant les litiges tout en appliquant le règlement (en jugeant les cordons par exemple).
Sur les compétitions nationales et internationales, le nombre d'arbitres est plus important et il existe un directeur des tirs (chargé entre autres d'activer les feux).
Certaines décisions de l'arbitre sont sans appel (jugement des cordons), mais d'autres peuvent faire l'objet d'une réclamation auprès d'un jury d'appel qui doit être nommé avant le début de la compétition.

## Mixité
Si les compétitions sont souvent les mêmes, hommes et femmes font l'objet de catégories distinctes. Il existe cependant des compétitions mixtes parmi lesquelles : La Division Régionale Promo (50 mètres), le Run archery relais mixte, le double mixte aux JO à partir de 2020 et le Trophée des mixtes.

### Tir à l'arc féminin

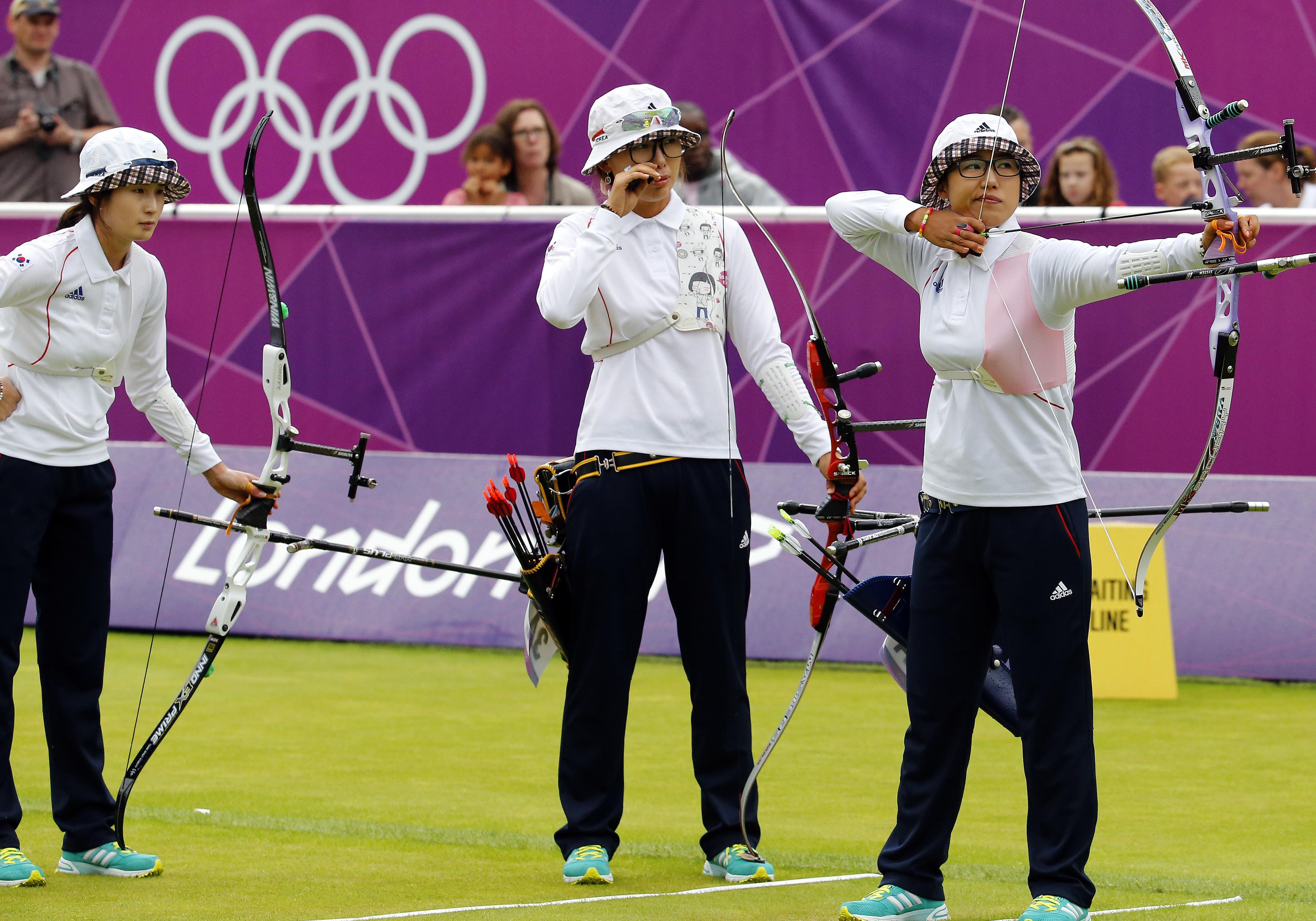
Une équipe féminine sud-coréenne pendant une épreuve de tir à l'arc.

Au début des années 2010, le cinéma populaire, en mettant en scène de nombreux personnages de jeunes femmes archères, par exemple Hanna dans Hanna en 2011, Katniss Everdeen dans Hunger Games à compter de 2012, Mérida dans Rebelle également en 2012 et Tauriel dans Le Hobbit : La Désolation de Smaug en 2013, favorise le développement de la pratique du tir à l'arc féminin aux États-Unis. Ce développement explique à son tour la croissance du tir à l'arc dans son ensemble dans le pays : avec principalement de nouvelles recrues féminines, le nombre de licenciés d'USA Archery a plus que doublé. Certaines de ces nouvelles archères inspirées par le cinéma pratiquent avec un arc rose, d'autres avec un arc réflexe, comme Katniss dans la série de films.
En 2011, il n'y avait que 23% de femmes prenant des licences auprès de la Fédération française de tir à l'arc.
Depuis 2015, la fédération française organise une opération Tir à l'Arc au féminin ayant pour but d'attirer le public féminin. 2800 femmes participent chaque année à des évènements organisés sur ce thème en France, ce qui a permis d'augmenter le nombre de licenciés femmes d'environ 1% chaque année depuis le lancement de cette campagne.
Ainsi, en 2017, les licences féminines représentent 29 % des licences de la Fédération française de tir à l'arc, puis monte jusqu'à 31% en janvier 2021.

### Trophée des mixtes
Le Trophée des mixtes est une compétition de tir à l'arc organisé par la FFTA crée en 2018. Elle se déroule à 3 niveaux : départemental (qualificatif pour le national), régional et national. Ce concours a notamment été créé pour favoriser la pratique de la compétition chez les femmes.

## D’autres formes de tir

### L'archery trap

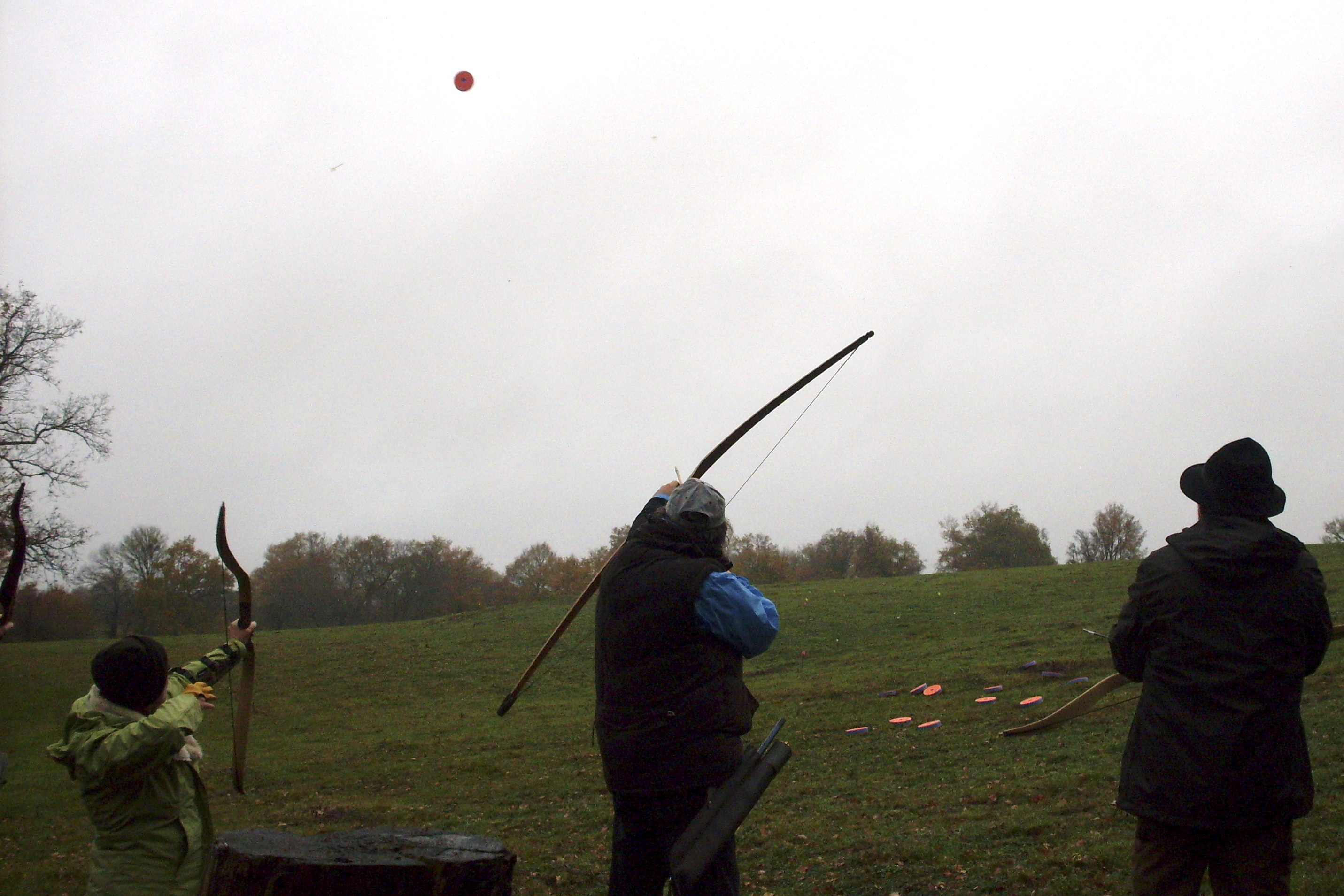
Archery trap dans un pré.

L'archery-trap est une variante du ball-trap. Ce nouveau sport consiste à toucher des cibles (en formes de disque) en vol avec des flèches. L'archery-trap peut se pratiquer à l'extérieur comme en salle avec des filets spécifiques pour collecter les flèches.

### Golf archery
Une combinaison de golf et de tir à l’arc sur un terrain de golf où l'archer tire sur la balle.
Un archer et un golfeur prennent le départ, le golfeur doit rentrer sa balle dans le trou en le moins de coups possibles et l'archer doit toucher une balle de 11 cm de diamètre située au-dessus du même trou.
Seule restriction, l'archer ne peut viser la balle avant d'avoir planté une flèche sur le green.

### Tir préhistorique
Les archers devraient utiliser un matériel inspiré des pièces archéologiques connues. Mais en pratique, il suffit que le matériel puisse être réalisé avec des techniques et outils d'époque.
Les matériaux modernes, tels le métal, le plastique ou la fibre de verre, carbone, polyesters, polyéthylène ne sont pas autorisés. Seules les colles modernes (cyanoacrylate, résine epoxy bi-composants, néoprène…) sont tolérées en raison de la sensibilité des colles historiquement compatibles avec l'eau.
Les tirs se déroulent sur un parcours de 10 (fait trois fois) ou 30 (fait une fois) avec des blasons animalier, à distances connues, avec une seule flèche tirée par cible. Les animaux ne donnent pas la zone à toucher, la cible étant faite de cercles concentriques, avec cinq zones, donnant de zéro à cinq points. Ils ne sont présents que pour un but ludique. Les tirs se déroulent de 8 à 26 mètres, sur des cibles de 40 à 130 centimètres.
Des manches sont organisées dans plusieurs pays d’Europe (Allemagne, Italie, France, Espagne…).

### Tir à cheval
Il n'y a pas de tradition d'archerie montée en Europe occidentale ; les archers étaient surtout des piétons et lorsqu'ils se déplaçaient à cheval, la stratégie de l'époque[Quand ?] était de mettre pied à terre avant l'affrontement.
Le tir à cheval est donc issu de traditions asiatiques (Japon – Yabusame, Corée, Mongolie) ou d'Europe centrale (Hongrie, à savoir que l'arc hongrois est un dérivé de l'arc mongol, importé lors de l'invasion des Huns au Ve siècle). On peut deviner ces origines historiques dans la répartition géographique de l'archerie équestre. Ainsi le Japon, la Corée et la Mongolie comptent beaucoup de compétiteurs de haut niveau dans cette discipline. Elle est aussi pratiquée en Allemagne, en France, en Pologne, en Hongrie, en Belgique, aux États-Unis et au Canada.

### Kyūdō
Art martial Japonais issu du tir à l'arc guerrier. L'arc est très grand, les flèches sont en bambou. Le tir se fait à bout portant (flèches sans plumes), à 28 mètres (distance standard) ou à 60 mètres.

### «Fast-shooting»
Le Fast Shooting consiste à tirer un maximum de flèches en un minimum de temps. Il est souvent utilisé en exhibition (trick shot), en tir monté (à cheval) et pour impressionner. Les distances de tirs sont principalement inférieures à 10m.
La technique utilisée est souvent le « Kinzhalka » / « Technique turque » / « Dagger technic ». Le but de cette technique est d'optimiser toutes les étapes du tir, notamment la plus critique : le positionnement de la flèche sur la corde. elle est décomposée en plusieurs étapes.
Premièrement, la préparation du matériel :
- l'arc doit avoir une faible tension de corde et une faible course de cette dernière. Ce sont en général des arcs sans repose-flèche.
- les flèches doivent avoir une encoche ouverte pour faciliter le positionnement sur la corde.
- le tube précédant l'encoche peut être façonné pour que l'archer identifie le sens de l'encoche sans regarder la flèche.
- Il est nécessaire de prendre un carquois pour stocker un grand nombre de flèches.

Deuxièmement, le tir :
- La prise de flèche s'effectue entre le pouce et l'index (articulation entre la première et seconde phalange),
- Pendant que la flèche est amenée à sa position, l'archer va faire légèrement rouler cette dernière dans ses doigts pour placer la fente dans le bon sens (le façonnage de l'encoche est indispensable pour repérer sa position sans la regarder),
- il existe 2 position de tir :
  - intérieure (classique) : la flèche est positionnée sur la gauche de l'arc (droitier), les 4 doigts (sauf pouce) (normalement on tient la corde avec seulement 3 doigts quand ce n'est pas un tir rapide) viennent crocheter la corde au niveau de l'articulation entre la première et seconde phalange. Le positionnement de ces doigts est au-dessus de la flèche (main inversée)
  - extérieure : la flèche est positionnée à droite de l'arc, les 4 doigts se positionnent alors sous la flèche (plus naturel).

Cette technique permet de tirer 2 flèches en 1,5 seconde (10 flèches en moins de 15 secondes). Il est aussi possible de tenir les flèches dans la même main que celle qui tient l'arc, voire dans celle qui tire (trick shot)
On peut notamment citer l'archer danois Lars Andersen qui a acquis une certaine notoriété sur Youtube en diffusant des vidéos de lui où il tire rapidement dans des situations complexes.

### Batailles d'archers
Aussi appelé Combat d'archers, Archery Fighting ou Battle Archery. Des équipes s'affrontent à la manière du paintball avec des flèches munies d'embouts en mousse absorbante,.

## Les jeux traditionnels

### Tir Beursault

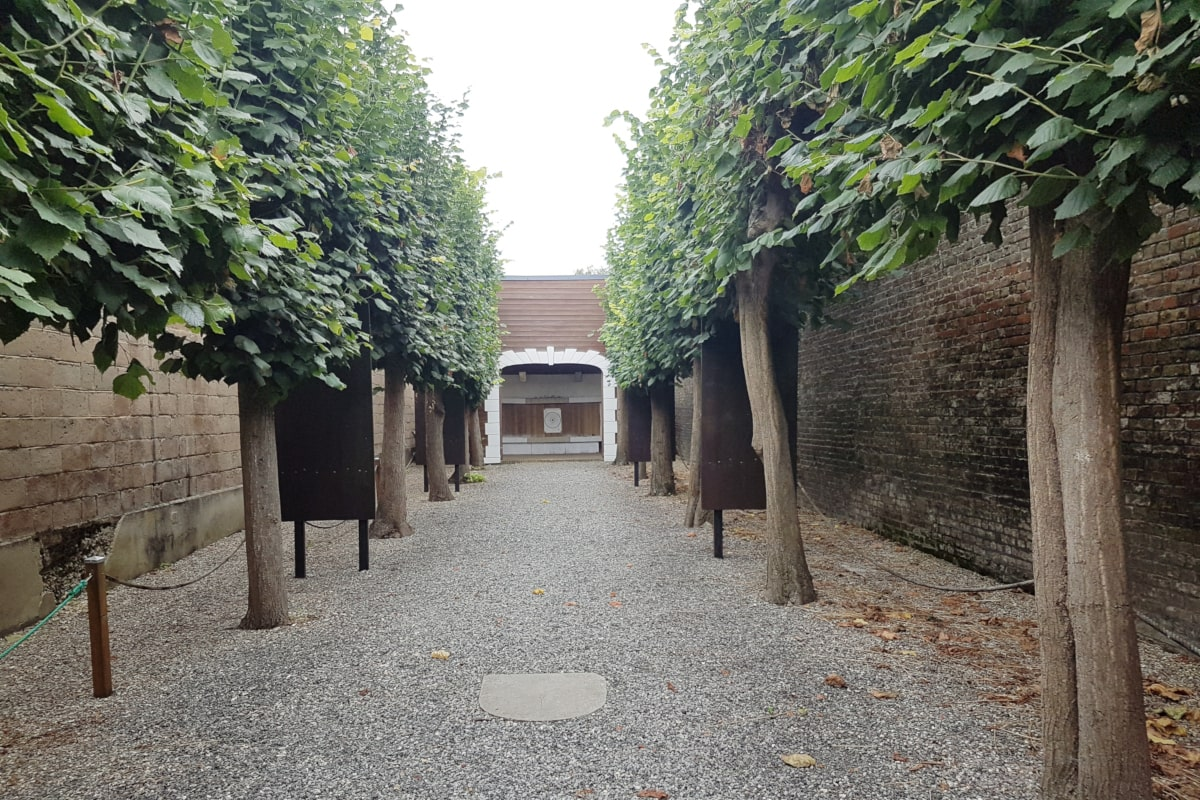
Jeu d'Arc de la Compagnie d'arc d'Amiens

Se pratique dans un « Jeu d'arc » ou jardin d'arc dans une compagnie mais peut éventuellement être organisé sur un terrain plat dans les régions (nombreuses) qui ne disposent pas de Compagnies ou de "jeu d'arc". Celui-ci se compose de deux buttes (cibles) opposées et distantes de cinquante mètres. Ces buttes s'appellent butte d'attaque et butte maîtresse. La surface entre les deux buttes est une allée centrale dénommée « l'allée du Roy ». De part et d'autre de l'allée centrale se situent deux allées de dégagements aussi appelées « allées des chevaliers ». La sécurité est assurée par des panneaux de bois d'environ 4 m de hauts appelés « gardes » placés de part et d'autre et tout au long de l'allée du Roy. Les centres des blasons sont placés à un mètre du sol, ce qui correspondait à la faille dans l'armure des chevaliers.
Les tireurs sont regroupés par pelotons de 5 à 6 archers maximum. Au début du concours, chaque archer tire une flèche de la butte maîtresse vers la butte d'attaque. Ensuite il emprunte l'allée de dégagement pour rejoindre la butte d'attaque. Une fois tous les archers regroupés, ils comptabilisent leurs points.
Les archers comptent leurs points (1 flèche en cible = un « honneur » et le nombre de points correspondant en cible de 1 à 4). Le décompte terminé, ils se retournent et tirent une flèche de la butte d'attaque vers la butte maîtresse. Le jeu s'arrête après 20 « haltes » (tirs), soit 40 flèches. La première flèche se tire « couvert », c'est-à-dire avec un couvre chef sans oublier le salut traditionnel « Mesdames, messieurs les archers je vous salue ». Si la condition n'est pas respectée, le tireur est « mis à l'amende» , il doit mettre de l'argent, n'importe quelle somme, dans un tronc. Le censeur qui lui présente le tronc ne doit pas regarder ce que l'archer verse au tronc sous peine de voir l'archer lui reprendre ensuite le tronc et le lui présenter à son tour.
Cette discipline est surtout pratiquée dans le nord de la France, de l'est de la région parisienne et en Picardie. Chaque année, un grand évènement rassemble tous les pratiquants de tir Beursault, le bouquet provincial.

### Tir à l’oiseau (tir à la perche verticale)

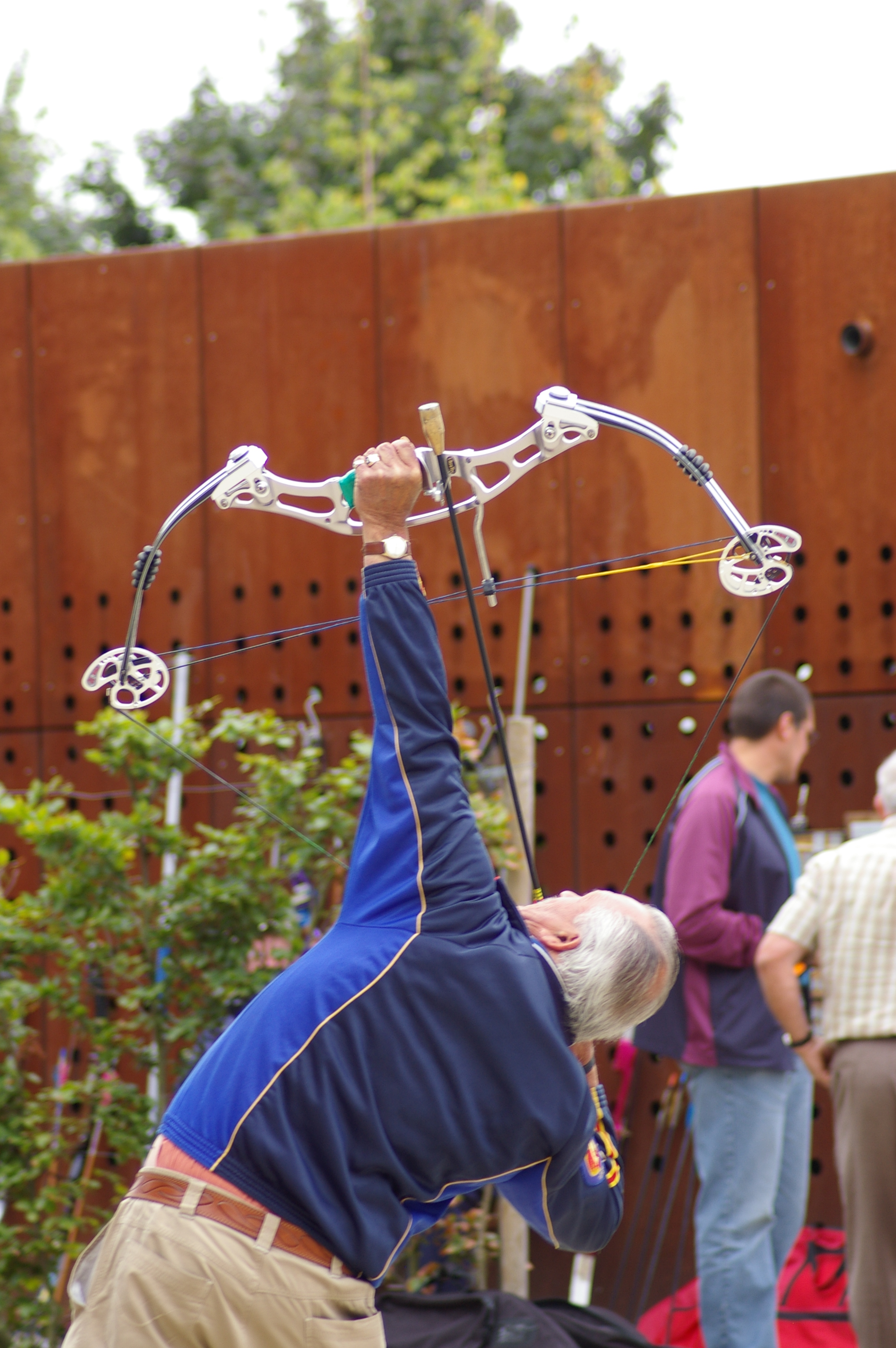
Tournoi de tir à l'arc (perche verticale) à Ath, Belgique, le vendredi de la ducasse 2008.

Il faut viser différentes cibles, appelées oiseau (blocs en bois surmontés de plumes) placées sur un mât de 25 à 30 mètres de haut. Ce tir est aussi appelé tir au papegay (ou « papagei ») (papagei signifie perroquet en allemand, papegaai en néerlandais (flamand)). Dans d'autres parties de la France, notamment en Bretagne, le terme consacré est « Papegault ».
Ce jeu aussi dénommé, tir à l'arc à la perche verticale, est toujours pratiqué dans le nord de la France, en Belgique et aux Pays-Bas.
Un dérivatif du tir de l'oiseau est le tir du roy. Les archers tirent toujours sur un oiseau factice en bois mesurant 1 pouce sur 2, soit environ 2,5 cm sur 5 cm, depuis une distance de 50 mètres. Celui qui touche l'oiseau sera le roi de sa compagnie. En plusieurs lieux, si un roi abat l'oiseau 3 ans de suite, il est nommé empereur à vie dans sa compagnie. Pour les jeunes archers, le tir se fait à partir d'une distance de 30 mètres ; celui qui arrive à « tirer » l'oiseau est appelé roitelet. Selon la tradition, le roi doit construire lui-même l'oiseau pour le concours de l'année suivante.
Ce jeu était favorisé par le Duc de Bretagne, le Roi de France et autres suzerains car en développant l'émulation entre archers (puis arquebusiers…) il permettait de maintenir partout la présence d'hommes habiles pouvant être utiles en cas de guerre. Chaque année, le Roi du Papegault (ou Papegay…) bénéficiait de l'honneur et de la renommée mais aussi de privilèges fiscaux et notamment de la possibilité de vendre l'équivalent de plusieurs milliers de litres de vin hors taxes !

### Tir au drapeau
D'une distance de 90 à 125 mètres, 165 mètres ou 205 mètres, on tire 3 flèches dans une cible ronde tracée au sol d’un diamètre de 10 mètres avec un deuxième cercle au milieu de 2 mètres de diamètre qui a un drapeau au centre.
Une variante est un tir a 165 m sur une cible de 10 m de diamètre au sol. Les points sont comptabilisés a 1 point de moins par mètre qui éloigne la flèche du drapeau central. Le maximum est de 5 points au drapeau.

### Tir positionné
Le tir positionné consiste à tirer dans différentes positions (à genoux, à cloche pied, allongé sur une table).
On peut aussi tirer les yeux bandés mais la sécurité doit être augmentée et exemplaire.
Dans les compagnies, on pratique ce tir pour les grandes fêtes (tir de Noël, de Pâques)

## Galerie

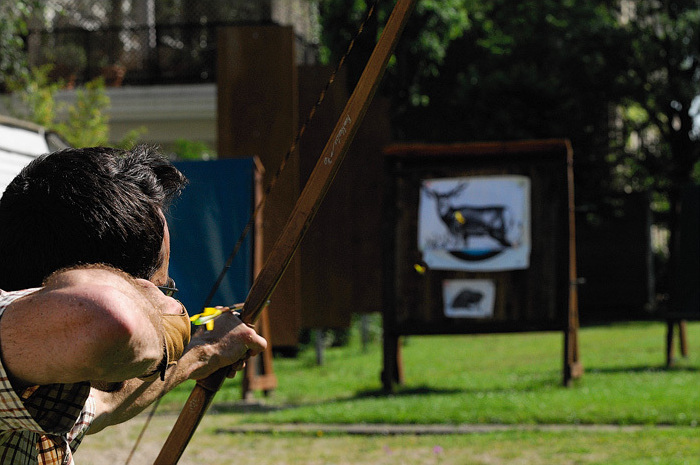
Arc de type Longbow.
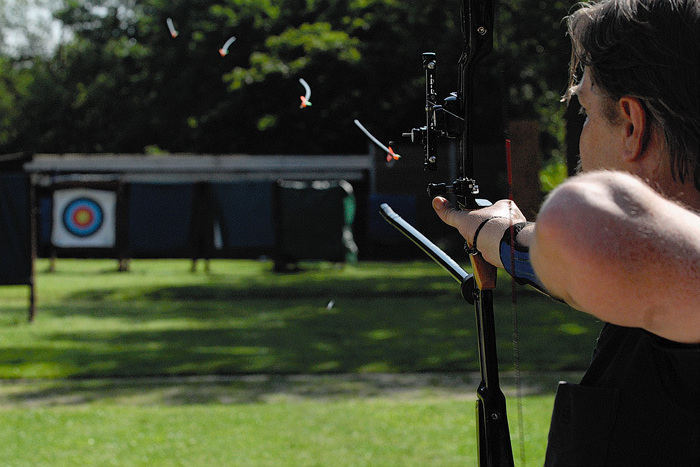
Montage présentant les contraintes sur la flèche.
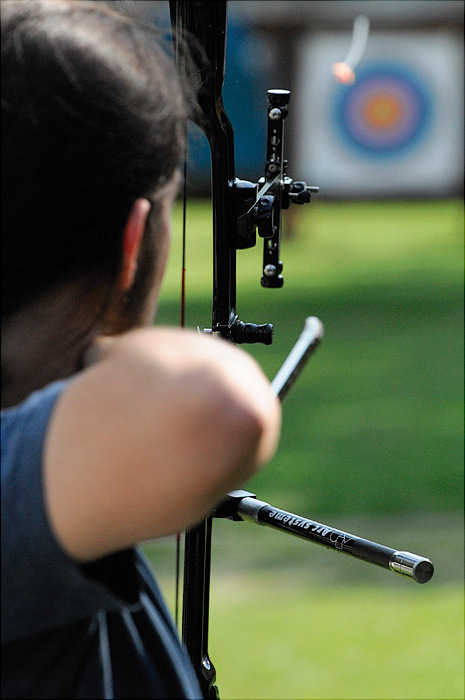
Tir sur cible en extérieur.

## Publications

### Internationales
- The Target / La Cible : organe officiel de la WA. Cette publication quadrimestrielle est bilingue anglais/français et est disponible uniquement sur abonnement.

### Françaises
Les publications suivantes sont dédiées au tir à l'arc :
- Le tir à l'arc : organe bimestriel officiel de la FFTA, diffusé uniquement sur abonnement.
- Tir à l'arc magazine : revue trimestrielle indépendante, lancée en 2008, traitant de tous les aspects du tir à l'arc (hors chasse), disponible en kiosque et sur abonnement.
- ChArc : magazine trimestriel indépendant, traitant uniquement de la chasse à l'arc, disponible en kiosque et sur abonnement.